# Lahja Linko

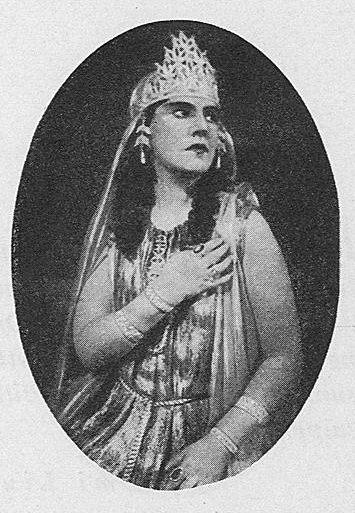
Lahja Linko, bild från början av 1930-talet.

Elli Lahja Maja Linko, född Helén 24 mars 1890 i Luumäki, död 31 maj 1966, var en finländsk operasångerska (mezzosopran).
Linko studerade sång vid Helsingfors musikinstitut under ledning av Abraham Ojanperä åren 1910–1911. 1911–1915 studerade Linko vid det kejserliga konservatoriet i Sankt Petersburg och genomförde därefter en studieresa till Syd- och Centraleuropa. Åren 1919–1939 verkade Linko vid Finlands nationalopera. Linko var sånglärare vid Sibelius-akademin 1932–1959 samt verkade som lektor vid detsamma 1950–1959. Bland Linkos elever märks Maiju Kuusoja, Anna Mutanen och Sylvelin Långholm. 1948 erhöll Linko Pro Finlandia-medaljen.
Åren 1929 och 1935 gjorde Linko 18 skivinspelningar, varav en tillsammans med Toivo Louko.
Lahja Linko var från 1916 gift med pianisten och kompositören Ernst Linko, med vilken hon hade dottern Liisa Linko-Malmio.